# Zelandotipula subcalypso
Zelandotipula subcalypso är en tvåvingeart som beskrevs av Alexander 1980. Zelandotipula subcalypso ingår i släktet Zelandotipula och familjen storharkrankar.
Artens utbredningsområde är Ecuador. Inga underarter finns listade i Catalogue of Life.